# Rejon petropawliwski
Rejon petropawliwski – jednostka administracyjna wchodząca w skład obwodu dniepropetrowskiego Ukrainy.
Rejon utworzony w 1923, ma powierzchnię 1248 km² i liczy około 35 tysięcy mieszkańców. Siedzibą władz rejonu jest Petropawliwka.
Na terenie rejonu znajdują się 1 osiedlowa rada i 12 silskich rad, obejmujących w sumie 47 wsi i 2 osady.